# Llista de Directors Generals del CERN
Els Directors Generals del CERN típicament tenen mandats de 5 anys començant el 1r de gener.
La llista de directors és:
- 1952–1954: Edoardo Amaldi (Secretari General abans de la fundació oficial de l'organització el setembre de 1954), de setembre de 1952 a setembre de 1954
- 1954–1955: Felix Bloch, d'octubre de 1954 a agost de 1955
- 1955–1960: Cornelis Bakker, de setembre de 1955 fins que va morir en un accident d'avió l'abril de 1960
- 1960–1961: John Bertram Adams (Director Suplent), director interí des de maig de 1960 a juliol de 1961
- 1961–1965: Victor Weisskopf, d'agost de 1961 a desembre de 1965
- 1966–1970: Bernard Paul Gregory, de gener de 1966 a desembre de 1970
- 1971–1975: Willibald Jentschke, director del Laboratori I de Meyrin de gener de 1971 a desembre de 1975; i John Bertram Adams, director del Laboratori II de Prévessin de gener de 1971 a desembre de 1975
- 1976–1980: Léon Charles Van Hove, director general d'investigació de gener de 1976 a desembre de 1980; i John Bertram Adams, director general executiu de gener de 1976 a desembre de 1980
- 1981–1988: Herwig Schopper, de gener de 1981 a desembre de 1988
- 1989–1993: Carlo Rubbia, de gener de 1989 a desembre de 1993
- 1994–1998: Christopher Llewellyn Smith, de gener de 1994 a desembre de 1998
- 1999–2003: Luciano Maiani, de gener de 1999 a desembre de 2003
- 2004–2008: Robert Aymar, de gener de 2004 a desembre de 2008
- 2009–2015: Rolf-Dieter Heuer, des de gener de 2009 a desembre de 2015
- 2016–2025: Fabiola Gianotti, des de gener de 2016[2]
- 2026 - Mark Thomson